# Рудольф Йордан
Рудольф Йордан (нім. Rudolf Jordan; 21 червня 1902, Гросенлюдер — 27 жовтня 1988, Мюнхен) — партійний діяч НСДАП, гауляйтер Галле-Мерзебург і Магдебург-Ангальт, обергруппенфюрер СА.

## Біографія
Рудольф Йордан народився 21 червня 1902 року в сім'ї торговця. Після закінчення народної школи працював між 1916 і 1918 року на оборонному виробництві. Після Першої світової війни почав навчання на вчителя в Фульде. З 1920 по 1922 рік служив у рейхсвері. У 1921 році вступив у фрайкор Оберланд. У 1924 році отримав диплом вчителя навмисне школи. У зв'язку з безробіттям він не працював за фахом і до 1927 року працював робітником, цивільним службовцям і дрібним підприємцем у сфері видавництв і на підприємствах рекламної індустрії.
У 1924 році виступав оратором для народно-соціального блокаrude і німецької народної імперської партііrude. У травні 1925 року вступив у НСДАП (квиток №4 871). З 1927 року викладав у військово-ремісничій школі економіки і управління в Фульді. У 1929 році заснував партійну газету «Фульдський оглядач». У 1930 році був призначений редактором тижневика «Штурм» в Касселі.
У листопаді 1929 року обраний член провінційного ландтагу Гессен-Нассау, а в грудні того ж року став членом міських зборів в Фульді. 19 січня 1931 року став гауляйтером Галле-Мерзебурга. З квітня 1932 по жовтень 1933 був членом прусського ландтагу. У 1933 році був обраний в прусську державну рада і став группенфюрером СА. Під його керівництвом 12 лютого 1933 року відбулася Айслебенська кривава неділя.
10 квітня 1933 року стало уповноваженим уряду Саксонії в парламент. 20 квітня 1937 Гітлер особисто призначив його рейхсштатгальтером Брауншвейгу і Ангальта і гауляйтером Магдебург-Ангальта. У тому ж році отримав звання обергруппенфюрера СА. З 1939 року був рейхсштатгальтером, главою земельного уряду Анхальта і імперським комісаром оборони 11-го військового округу. У 1944 році став оберпрезидентом провінції Магдебург.
Після закінчення війни разом з сім'єю переховувався під чужим ім'ям, але був заарештований британцями 30 травня 1945 року. У липні 1946 року був переданий СРСР. Радянський військовий трибунал засудив його до 25 років трудових таборів. 13 жовтня 1955 року Йордан був переданий ФРН і звільнений. Потім працював торговим представником і консультантом на авіабудівному заводі.

## Нагороди
- Почесний кут старих бійців
- Генеральний знак гау 1925
- Золотий партійний знак НСДАП
- Золотий почесний знак Гітлер'югенду з дубовим листям
- Медаль «У пам'ять 13 березня 1938 року»
- Медаль «У пам'ять 1 жовтня 1938»
- Медаль «За вислугу років у НСДАП»
  - в бронзі та сріблі (15 років) (1940)
  - в золоті (25 років) (1941)
- Хрест Воєнних заслуг 2-го і 1-го класу